# Камбала європейська
Камбала європейська, або Морська камбала європейська, Морська камбала велика (Pleuronectes platessa) — морська риба родини камбалові. Відрізняється від інших риб сильно сплющеним тілом і розташуванням очей на одній стороні.

## Опис
Очна сторона її оливково-коричнева з помаранчевими або темно-червоними плямами. Сліпа сторона тіла біла, іноді з жовтими або коричневими плямами. Голова та щелепи відносно невеликі, очі середнього розміру. Зуби краще розвинені на щелепах зі сліпої сторони. Краї луски гладкі, бокова лінія пряма. На голові між верхньою частиною зябрової щілини і очима ряд з 4-7 кісткових бляшок. У анальному плавці 48-59 променів. Звичайна довжина 25-50 см, але може досягати 90-100 см і ваги 5 — 7 кг. Статева зрілість настає у самиць у віці 3-7 років, а у самців — 2-6 років; тривалість життя становить 30 років.
Звернена догори сторона більш яскраво забарвлена, і на ній є плавці. Має здатність до мімікрії. У процесі розвитку від ікринки до дорослої особини плаває як всі звичайні риби. Однак при досягненні зрілості камбала поступово лягає на бік, і одне з її очей зсувається на інший бік.

## Поширення
Поширена від берегів Португалії до Баренцева і Білого морів, є в Ісландії. У водах Росії — уздовж берегів Мурманська, на схід до Білого моря.

## Спосіб життя
Демерсальна риба, найчисленніша на піщаному ґрунті, хоча зустрічається і на мулистому, і галечному ґрунтах на глибинах від 0 до 200 м, але найпоширеніша на глибинах 10-15 м. Молодь завдовжки 2 см (одразу після метаморфоза) живе на менших глибинах — від берегової лінії до 10 м, її часто можна побачити на літоралі. Дорослі особини теж здійснюють кормові міграції в припливо-відпливну зону з піщаними мілинами. Іноді заходять у річки. Харчується морська камбала молюсками і організмами які зариваються в ґрунт, дихальні сифони яких виходять на поверхню. Щелепи цієї камбали з більш великими зубами на сліпій стороні добре пристосовані до полювання на таких тварин.
У великих кількостях поїдає також ракоподібних, рідше офіур і піщанок, поліхети

## Нерест
Нереститься на початку року, в період з січня по березень, концентруючись в певних районах на глибинах 20-40 м. Спочатку ікринки плавають на поверхні. Личинки і молодь залишаються біля поверхні протягом 4 — 6 тижнів і переходять до придонного способу життя при довжині 10-17 мм, коли обидва ока знаходяться на одній стороні і завершені інші внутрішні зміни. До того часу молодь зазвичай вже переноситься течією в прибережні мілководні райони.

## Значення
Морська камбала — найважливіший промисловий вид камбал Північної Європи. Камбала служить предметом промислу заради смачного м'яса. Вона ловиться головним чином тралами і неводами, а також на вудку і ставними неводами. Інтенсивний промисел цього виду привів до того, що великі особини зараз зустрічаються вкрай рідко, тому що життєвий цикл у морської камбали довгий. Морська камбала — поширений об'єкт спортивного рибальства.